# Ferdinand Berger (Widerstandskämpfer)
Ferdinand Berger (* 27. November 1917 in Graz; † 25. April 2004 in Wien Österreich) war ein österreichischer Widerstandskämpfer und hoher Polizeibeamter.

## Leben
Ferdinand Berger war in Graz Mitglied der Sozialistischen Arbeiterjugend, trat 1932 der Sozialdemokratischen Partei bei und nahm 1934 an den Februarkämpfen in Gösting bei Graz teil. Zwischen 1934 und 1936 wurde er mehrfach inhaftiert. 1937 ging er nach Spanien, wo er sich den Internationalen Brigaden anschloss und auf Seiten der Republikaner am Spanischen Bürgerkrieg teilnahm. Von Februar 1939 bis Mai 1940 war er in den französischen Lagern Gurs und Saint-Cyprien interniert, von Februar 1941 bis Juni 1944 im KZ Dachau und bis zur Befreiung im KZ Flossenbürg als politischer Häftling.
Nach dem Zweiten Weltkrieg heiratete Ferdinand Berger Leopoldine, mit der er bis zu seinem Tod zusammenlebte, die beiden hatten einen Sohn. Ab 1945 studierte Ferdinand Berger an der Universität Wien Rechtswissenschaften und trat in den Polizeidienst ein: von 1945 bis 1947 leitete er den Informationsdienst in der Staatspolizei, danach arbeitete er im Kriminalbeamtenreferat im Range eines Polizeikommissärs bzw. Polizeioberkommissärs. 1953 wurde er zum Leiter des Bezirkspolizeikommissariat Brigittenau bestellt. Nach Abschluss des Staatsvertrags im Jahr 1955 folgte die Versetzung ins Kommissariat Innere Stadt. 1970 wurde Ferdinand Berger zum Polizeirat ernannt. Von 1934 bis 1968 war er Mitglied der KPÖ.
1975 wurde Ferdinand Berger pensioniert und arbeitete fortan als ehrenamtlicher Mitarbeiter des Dokumentationsarchivs des österreichischen Widerstandes. Er war auch Vorsitzender der Lagergemeinschaft Dachau.
Ferdinand-Berger-Preis
Am 100. Geburtstag von Ferdinand Berger gab das Dokumentationsarchiv des österreichischen Widerstandes bekannt, ab 2018 jährlich den von Ernst Berger und René Berger, Sohn und Enkelsohn von Ferdinand Berger, gestifteten Preis gegen Rechtsextremismus zu vergeben.
Die bisherigen Preisträger waren:
- 2018 die Journalistin Christa Zöchling und der Datenforensiker Uwe Sailer.[3]

- 2019 wurde der Preis Michael Köhlmeier zuerkannt,[4]

- 2020 erhielt Susanne Scholl den Preis,[5]

- 2021 wurde Hans Rauscher ausgezeichnet. Die Laudatio hielt der ehemalige Bundespräsident Heinz Fischer anlässlich der Preisverleihung im Wiener Rathaus.[6]

- 2022 wurde der Wiener Rechtsanwalt Wilfried Embacher ausgezeichnet. Die Laudatio hielt die ehemalige Präsidentin des OGH und ehemalige Bundespräsidentschaftskandidatin Irmgard Griss in Anwesenheit von Bundespräsident Alexander Van der Bellen anlässlich der Preisverleihung im Wiener Rathaus.[7]

- 2023 wurde Petar Rosandić ausgezeichnet. Die Laudatio hielt der Wiener Stadtrat Peter Hacker.[8]

- 2025 erhielt Nina Horaczek den Preis.[9] Die beiden Schauspielerinnen Hilde Dalik und Susi Stach hielten die Laudatio.

## Werk
- Das Schlimmste: absolute Rechtlosigkeit. In: Monika Horsky (Hrsg.): Man muß darüber reden. Schüler fragen KZ-Häftlinge. Ephelant-Verlag, Wien 1988, 2015–2016, S. 98, ISBN 978-3-900766-01-6.

## Auszeichnungen
- Ehrenzeichen für Verdienste um die Befreiung Österreichs
- 1988: Goldenes Verdienstzeichen des Landes Wien[10]
- 1997: Goldenes Ehrenzeichen für Verdienste um die Republik Österreich

## Belege
1. ↑  Comite International de Dachau: Ferdinand Berger.
2. ↑  DÖW: Ferdinand Berger-Preis.
3. ↑  orf.at: Axel-Corti-Preis für Karim El-Gawhary. Artikel vom 10. April 2018, abgerufen am 10. April 2018.
4. ↑  orf.at: DÖW ehrt Köhlmeier für Hofburg-Rede. Artikel vom 8. April 2019, abgerufen am 8. April 2019.
5. ↑  Susanne Scholl mit Ferdinand-Berger-Preis 2020 ausgezeichnet auf Salzburger Nachrichten vom 30. Oktober 2020, abgerufen am 30. Oktober 2020.
6. ↑  
 Artikel vom 21. Oktober, abgerufen am 22. Oktober 2021.
7. ↑  
 Artikel vom 16. November, abgerufen am 16. November 2022.
8. ↑  Rosandić mit Ferdinand-Berger-Preis ausgezeichnet, Hacker: "Menschenrechte sind unverrückbar". In: ots.at. 21. November 2023, abgerufen am 21. November 2023.
9. ↑  Nina Horaczek erhält Ferdinand-Berger-Preis. In: ots.at. 21. Januar 2025, abgerufen am 21. Januar 2025.
10. ↑  Ferdinand Berger im Wien Geschichte Wiki der Stadt Wien

| Personendaten    | Personendaten                                    |
| ---------------- | ------------------------------------------------ |
| NAME             | Berger, Ferdinand                                |
| KURZBESCHREIBUNG | österreichischer Widerstandskämpfer und Polizist |
| GEBURTSDATUM     | 27. November 1917                                |
| GEBURTSORT       | Graz                                             |
| STERBEDATUM      | 25. April 2004                                   |
| STERBEORT        | Wien                                             |